# Costo Rico
Costo Rico és un grup català de música mestissa format el 1999 al barri de Sants de Barcelona. Fusiona estils com la rumba catalana, el reggae i l'ska, entre altres ritmes ballables i festius. Ha actuat en grans esdeveniments internacionals, com el Polé Polé de Gant (Bèlgica), el Sucré Salé de Nantes (França), el Musique sur a la Ville de Châlons-en-Champagne (França) i el Ollin Kan Festival per les Cultures en Resistència a Mèxic DF.

## Discografia
- Costo Rico (2002, maqueta)
- El Patio (2004)
- Cosas Ricas (2006)
- Colorín Colorao (2008, Radiochango Records)
- Amanece (2011)